# Chris Carter (Leichtathlet, 1942)
Christopher „Chris“ Sydney Carter (* 25. Dezember 1942 in Steyning) ist ein ehemaliger britischer Mittelstreckenläufer, der sich auf die 800-Meter-Distanz spezialisiert hatte.
Bei den Olympischen Spielen 1964 in Tokio erreichte er das Halbfinale.
1966 wurde er für England startend bei den British Empire and Commonwealth Games in Kingston Fünfter über 880 Yards. Bei den Leichtathletik-Europameisterschaften in Budapest kam er mit seiner persönlichen Bestzeit von 1:46,3 min auf den vierten Platz.
Bei den Olympischen Spielen 1968 in Mexiko-Stadt schied er im Vorlauf aus.